# マッカードル病
マッカードル病（マッカードルびょう、McArdle's disease）は、糖原病の1つ（V型）であり、グリコーゲンホスホリラーゼの欠損によりグリコーゲン代謝によるグルコース産生ができない病態である。糖原病の中ではポンペ病（II型）、コーリー病（III型）と並び患者数が多い。

## 概要
グリコーゲンの分解は、ATPの生産、グルコース合成による血糖値の維持が目的である。グリコーゲンはグリコーゲンホスホリラーゼにより、加リン酸分解されてグルコース-1-リン酸になり、グルコース-1-リン酸はホスホグルコムターゼにより官能基が置換されグルコース-6-リン酸となり解糖系に入る、もしくは解糖によりATPが生産される。マッカードル病はグリコーゲンホスホリラーゼの欠損によりグリコーゲンの分解ができない病態である。激しい運動時に解糖ができないため、筋肉中のATPが不足し、痙攣が起こる。

## 治療
グリコーゲンホスホリラーゼをつくる遺伝子が欠損しているため、現在治療法は確立されていないが、解糖が起こるような激しい運動を避けることが必要となる。